# 30306 Frigyesriesz
30306 Frigyesriesz este un asteroid din centura principală de asteroizi.

## Descriere
30306 Frigyesriesz este un asteroid din centura principală de asteroizi. A fost descoperit pe 2 mai 2000 la Prescott (Arizona) de Paul G. Comba. Asteroidul prezintă o orbită caracterizată de o semiaxă mare de 2,53 ua, o excentricitate de 0,03 și o înclinație de 2,0° în raport cu ecliptica.